# Красногрудый пегий зимородок
Красногрудый пегий зимородок, или красногрудый ошейниковый зимородок (лат. Megaceryle torquata) — вид птиц семейства зимородков. Самый большой зимородок на американском континенте.

## Описание
Красногрудый пегий зимородок достигает длины 40 см. Его верхняя часть головы и крылья серые. У него на шее белый воротник. Его грудь красновато-оранжевая. Самца можно узнать по его зубчатому хохолку. У самки на груди серая полоса, которая ограничена со стороны брюха тонким белым кольцом. Отсюда латинский видовой эпитет torquata.
Существует небольшая вероятность спутать красногрудого пегого зимородка с опоясанным пегим зимородком (Megaceryle alcyon), который появляется зимой в северных областях гнездования красногрудого пегого зимородка, и всё-таки, тот значительно меньше, а самки не окрашены в преобладающий красновато-оранжевый цвет.
На протяжении всего года вид держится в области гнездования.

## Распространение
Область распространения вида простирается от юга Патагонии и севера Огненной Земли через дальние части южноамериканского континента вплоть до южных пограничных областей США. В Южной Америке только основная цепь Анд, пустыня Атакама, а также северо-запад Аргентины не заселены этим видом. Красногрудые пегие зимородки заселяют разные жизненные пространства вплоть до высот 1 500 м. Птицы предпочитают засаженные лесом берега медленно текущих рек и озёр. Часто вид можно обнаружить в мангровых лесах, устьях рек, в южных областях распространения также во фьордах. Она не боится близости человека и встречается также на рисовых полях, вдоль оросительных канав и каналов, и даже у водоёмов больших парков.

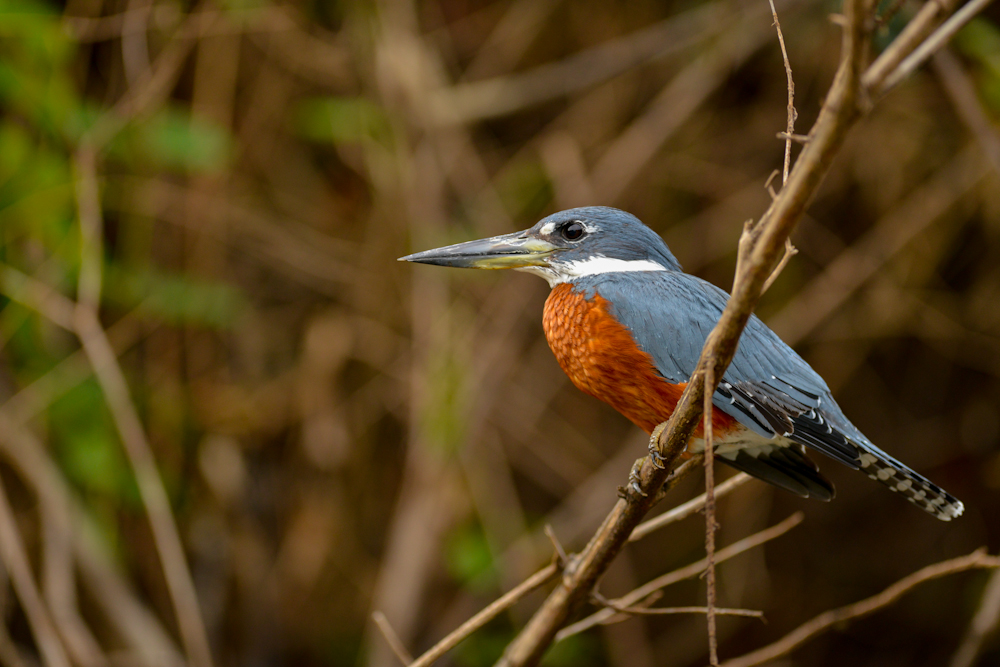

## Питание
Птица питается преимущественно рыбой, при этом амфибии и рептилии имеют незначительное значение. Большинство крупной добычи (20 см) добывается из-за засады, расположенной на высоте от 5 до 10 м.

## Размножение
Оба партнёра выкапывают гнездовую пещеру длиной до 2,5 м чаще в песчаных откосах вдоль рек, реже на склонах вдоль дорог, вдали от течения рек. В конце гнездового туннеля находится гнездовая камера. Кладку из 3-6 яиц высиживают оба родителя. Они снабжают вылупившихся в среднем через 22 дня птенцов в течение примерно 35 дней.